# Giurgiulena

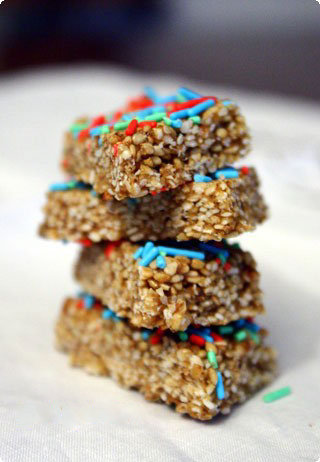
Giurgiulena.

La giurgiulèna (también llamada giuggiulena o cubàita) es un dulce típico de Navidad, consumido en Sicilia y gran parte de Calabria. Está compuesto, entre otras cosas, de sésamo, que en siciliano se indica precisamente con los términos giuggiulena, gigiolena o ciciulena. La receta se basa en la mezcla de las semillas de sésamo con miel, quedando fijadas con la caramelización de los azúcares (en una versión enriquecida se añade también almendra y ralladura de naranja confitadas).
Requiere una preparación muy larga, con un reposo de veinticuatro horas. La giuggiulena suele cortarse en rombos o rectángulos, a veces salpicándola con confetis de colores, y se presenta en porciones individuales.
Al igual que muchos otros dulces de Sicilia, la giuggiulena es un legado de la pastelería árabe. 
- Datos: Q3769881